# Fuchsia brevilobis
Fuchsia brevilobis är en dunörtsväxtart som beskrevs av Paul Edward Berry. Fuchsia brevilobis ingår i släktet fuchsior, och familjen dunörtsväxter. Inga underarter finns listade i Catalogue of Life.